# Libranet
Libranet – stworzona przez firmę Libra Computer Systems Ltd płatna dystrybucja systemu operacyjnego GNU/Linux. Bazuje ona na Debianie, jednak różni się np. domyślnym środowiskiem graficznym – IceWM. Ostatnia wersja dystrybucji Libranet – 3.0 – została opublikowana 25 kwietnia 2005 roku. Od tego czasu system nie jest już rozwijany.